# Богачевська Ірина Вікторівна
Ірина Вікторівна Богачевська (нар. 4 серпня 1964) — український філософ та релігієзнавець, доктор філософських наук, професор, завідувач кафедри філософії та педагогіки Національного транспортного університету.

## Біографія
1981 року розпочала навчання на філологічному факультеті Гродненського державного університету імені Янки Купали, який закінчила з відзнакою 1986 року. По закінченню університету працювала за розподілом викладачем Лідського педагогічного училища (м. Ліда, Білорусь), а з 1987 по 1995 роки викладачем СПТУ № 13 м. Севастополь. У 1995—1998 роках навчалась в аспірантурі департаменту філософських і соціальних дисциплін Севастопольського державного технічного університету. По закінченню аспірантури у 1999 році захистила дисертацію на здобуття наукового ступеня кандидата філософських наук на тему: «Філософський аналіз мови релігії в контексті вчення О. О. Потебні» за спеціальністю релігієзнавство.
У 1999-2003 роках Ірина Богачевська працювала науковим співробітником відділу філософії релігії Інституту філософії імені Г. С. Сковороди НАН України, з 2002 р — старший науковий співробітник. Виконувала обов'язки вченого секретаря Відділення релігієзнавства. Під час роботи брала участь в організації Літніх шкіл молодих науковців, міжнародних, всеукраїнських та регіональних науково-практичних конференцій.
У 2003—2006 роках навчалась у докторантурі філософського факультету Київського Національного університету імені Т. Шевченка, по закінченню якої 2007 року захистила дисертацію на здобуття наукового ступеня доктора філософських наук за спеціальністю релігієзнавство за темою «Християнська наративна традиція: філософсько-релігієзнавчий аналіз».
У 2006—2011 роках професор, а з 2008 завідувач кафедри суспільних наук Українського державного університету фінансів та міжнародної торгівлі, до цього більш, ніж 8 років — доцент і професор кафедри за сумісництвом. У 2008—2010 роках — проректор з науково-методичної роботи та міжнародних програм Українського державного університету фінансів та міжнародної торгівлі. Відповідала за організацію академічних обмінів, укладання договорів про співробітництво з низкою вищих навчальних закладів Франції, Польщі, Південної Кореї, Росії, Білорусі, проведення щорічних міжнародних науково-практичних конференцій та випуск фахового наукового журналу «Зовнішня торгівля: економіка, фінанси, право».
У 2011—2015 роках — професор кафедри культурології Інститут філософської освіти і науки Національного педагогічного університету імені М. П. Драгоманова. З 2015 року — завідувач кафедри філософії та педагогіки Національного транспортного університету.

## Наукова діяльність
Сфера наукових інтересів Ірини Богачевської – філософія релігії, лінгвістичне релігієзнавство, семіотика культури, теорія комунікації, герменевтика. Вона є автором понад 90 наукових статей в українських та закордонних виданнях, 2-х одноосібних монографій та однієї у співавторстві, співавтор підручника з грифом МОНУ. Ірина Вікторівна Богачевська підготувала як науковий керівник десять кандидатів філософських наук, і як науковий консультант одного доктора філософських наук. Член спеціалізованих вчених рад Національного педагогічного університету імені М.П. Драгоманова, Національного інституту стратегічних досліджень та Житомирського державного університету імені І.Франка. Член Української асоціації релігієзнавців, Українського біблійного товариства та асоціації дослідників релігії (США).

## Основні праці
- Християнська наративна традиція: методологія філософсько-релігієзнавчого аналізу. Монографія (2005) [7]
- Язык религии в контексте национального самосознания: Монография (1999)[8]
- Християнська антропологія Іоаникія Галятовського (2008, співавтор Соломаха І.Г) [9]
- Релігійний дискурс і релігійний ритуал (2006)[10]
- Постмодерністські наративні концепції та сучасна протестанська біблійна герменевтика (2006)[11].
- Громадянська релігія в контексті українських та російських реалій (2016)[12]